# Filozofska fakulteta v Ljubljani
Filozofska fakulteta Univerze v Ljubljani (krajše UL FF) je ena izmed ustanovnih članic Univerze v Ljubljani. V okviru fakultete danes deluje 21 oddelkov, vpisanih pa je okrog 8000 študentov. V okviru fakultete delujejo tudi Osrednja humanistična knjižnica, ki hrani več kot pol milijona knjig in je ena največjih knjižnic v Sloveniji, Znanstvenoraziskovalni inštitut Filozofske fakultete (ZIFF), Znanstvena založba Filozofske fakultete in Knjigarna Filozofske fakultete.
Glavna stavba Filozofske fakultete je na Aškerčevi 2, Oddelek za arheologijo in Oddelek za etnologijo in kulturno antropologijo pa se nahajata na Zavetiški 5 v Ljubljani.

## Vizija in poslanstvo
Filozofska fakulteta izobražuje študente v strpne izobražence s kritičnim mišljenjem na področju humanistike in družboslovja. Izobražuje tudi učitelje za vsa svoja področja izobraževanje in raziskovanja. Posebej skrbi za krepitev ved nacionalnega pomena, ki soustvarjajo slovensko identiteto (npr. slovenski jezik in književnost). Goji znanstvenoraziskovalno delo, odpira nova znanstvena področja in posebej neguje ter razvija interdisciplinarnost. 

## Zgodovina
Fakulteta je bila ustanovljena leta 1919. 31. avgusta istega leta pa je bilo s kraljevo odločbo imenovanih prvih 18 profesorjev v zgodovini Filozofske fakultete. 3. decembra se je v novih prostorih univerze odvilo prvo predavanje. Predavatelj je bil profesor dr. Fran Ramovš, med drugim tudi eden izmed prvih štirih profesorjev novoustanovljene fakultete, predavanje pa je potekalo v slovenščini.
Filozofska fakulteta ima v slovenski zgodovini posebno mesto, saj je bila ob ustanovitvi ena izmed petih fakultet, ki so tvorile Univerzo v Ljubljani (pravna, filozofska, teološka, tehnična in nepopolna medicinska fakulteta).
Fakulteta je leta 2009 praznovala 90-letnico obstoja, v tem času je bilo ustanovljenih več oddelkov, povečalo se je število zaposlenih in študentov    

## Vrste študija
Fakulteta ima številne in pestre znanstvene discipline, ponuja možnost medpredmetnega povezovanja z dvopredmetnimi študijskimi programi.
- Dodiplomski študij (1. stopnja)
- Podiplomski študij (predbolonjski)
  - Magistrski študij (2. stopnja)
  -      Doktorski študij (3. stopnja): je rezultat sodelovanja Filozofske fakultete, Fakultete za družbene vede, Akademije za glasbo, Fakulteto za računalništvo in informatiko, Fakulteto za matematiko in fiziko, Teološko fakulteto ter Akademijo za gledališče, radio, film in televizijo, pri čemer vse navedene fakultete spadajo pod Univerzo v Ljubljani. Filozofska fakulteta izvaja doktorski študij 3. stopnje  s področja humanistike in družboslovja. Poleg tega programa Filozofska fakulteta sodeluje tudi pri inderdisciplinarnih študijskih programih na doktorski stopnji, kamor sodita Varstvo okolja in Statistika.

## Organizacija
- Oddelek za anglistiko in amerikanistiko
- Oddelek za arheologijo
- Oddelek za azijske študije
- Oddelek za bibliotekarstvo, informacijsko znanost in knjigarstvo
- Oddelek za etnologijo in kulturno antropologijo
- Oddelek za filozofijo
- Oddelek za geografijo
- Oddelek za germanistiko s skandinavistiko in nederlandistiko
- Oddelek za klasično filologijo
- Oddelek za muzikologijo
- Oddelek za pedagogiko in andragogiko
- Oddelek za prevajalstvo
- Oddelek za primerjalno in splošno jezikoslovje
- Oddelek za primerjalno književnost in literarno teorijo
- Oddelek za psihologijo
- Oddelek za romanske jezike in književnosti
- Oddelek za slavistiko
- Oddelek za slovenistiko
- Oddelek za sociologijo
- Oddelek za umetnostno zgodovino
- Oddelek za zgodovino
- Pedagoška enota za šport
- Osrednja humanistična knjižnica
- Znanstvenoraziskovalni inštitut Filozofske fakultete (ZIFF)
- Znanstvena založba Filozofske fakultete (ZZFF) s knjigarno FF UL
- Center za izobraževanje Filozofske fakultete (CIFF)

Fakulteta je ena izmed redkih slovenskih fakultet, ki pozna funkcijo prodekana študenta.

## Vodstvo fakultete
Fakultete ne vodi zgolj dekan, pri tem mu pomagajo tudi štirje prodekani profesorji in prodekan študent ter strokovni sodelavci na fakulteti. 

## Organi fakultete
Fakulteta je sestavljena iz več organov, pri čemer imavsak organ svojo funkcijo:
- dekan fakultete
- senat
- upravni odbor
- akademski zbor
- študentski svet
- predstavniki FF v komisijah Senata UL

## Študentski svet Filozofske fakultete (ŠSFF)
Študentski svet Filozofske fakultete (ŠSFF) je najvišji in edini predstavniški organ študentov na fakulteti. Je organ fakultete in je določen z Zakonom o visokem šolstvu, Statutom Univerze, Pravili Filozofske fakultete ter s Pravilnikom o delovanju ŠSFF.
Na volitvah lahko za svetnika na Filozofski fakulteti kandidira vsak študent Filozofske fakultete. Za kandidata lahko glasujejo vsi redno in izredno vpisani študentje na posameznem oddelku. Volitve so vsako leto, in sicer drugi polni teden v novembru.
Ko so izvoljeni predstavniki študentov (praviloma 22 članov: po en predstavnik z vsakega oddelka in en podiplomski študent), znotraj Sveta izvolijo vodstvo ŠSFF (predsednika, dva podpredsednika in tajnika). Mandat svetnikov ŠSFF traja 1 leto. Svetniki za svoje delo in sodelovanje na sejah ŠSFF in ostalih organov FF ne prejemajo plačila. ŠSFF razpravlja o vsem, kar zadeva pravice in dolžnosti študentov, daje mnenje o kandidatih za dekana in voli člane delovnih teles in organov fakultete iz vrst študentov. V imenu študentov podaja mnenja o pedagoški usposobljenosti učiteljev. Iz sredstev, ki jih pridobi za svoje delovanje s strani Ministrstva za izobraževanje znanost in šport, sofinancira tudi raznovrstne dejavnosti, povezane s študijem (ekskurzije, revije, predavanja ipd.). Delo ŠSFF je javno, zato se lahko sej udeležite vsi, ki vas to zanima.
Predsednik in podpredsednik zastopata pravice študentov in ŠSFF v ŠSUL.

## Študentska organizacija Filozofske fakultete (ŠOFF)
Študentska organizacija FF je podružnica Študentske organizacije Univerze v Ljubljani (ŠOU) in ni organ fakultete. Upravni odbor šteje 24 članov oz. članic, 21 predstavnikov oz. predstavnic, po en vsakega oddelka, dva poslanca oz. poslanki v študentskem zboru ter en predstavnik oz. predstavnica ŠSFF. Sej upravnega odbora se lahko udeleži vsak študent. Interese študentov v Študentske zboru v Ljubljani zastopata poslanca, ki sta izvoljena na fakulteti.
- Klub študentov anglistike in germanistike (KŠAG)
- Študentsko arheološko društvo (ŠAD)
- Sinološko društvo YUAN
- Sekcija študentov bibliotekarstva pri Zvezi bibliotekarskih društev Slovenije
- Študentsko filozofsko društvo (ŠFD)
- Društvo mladih geografov Slovenije
- Študentska sekcija DAHŠ
- Študentska sekcija Slovenskega muzikološkega društva
- Društvo študentov andragogike in pedagogike (DŠAP)
- Društvo študentov psihologije Slovenije
- Klub romanistov SOFIE
- Študentska sekcija pri Slavističnem društvu Slovenije
- Študentsko sociološko društvo SOCIOPATIJA
- Društvo Kunhsthisterik
- Društvo ISHA

## Tutorstvo na FF UL
Fakulteta izvaja tudi tutorstvo, s čimer nudijo pomoč študentom in študentkam pri vključevanju v univerzitetno okolje ter s svetovanjem pri študiju ter morebitnih drugih problemov, s katerimi se soočajo. 
Tutorstvo je organizirana pomoč študentom in študentkam. Študentom želijo olajšati vključevanje v univerzitetno okolje in jim svetovati pri študiju kot tudi pri reševanju morebitnih problemov, s katerimi se soočajo. Zato ima vsak/-a bruc/-ka svojega/-o tutorja/-ko.  
Sistem tutorstva na FF
Ker je na FF aktivnih zelo veliko tutorjev in tutork, za učinkovito izvajanje tutorstva potrebujejo koordinatorje in koordinatorke. Vsak oddelek ima oddelčnega/-o koordinatorja/-ko tutorjev/-k študentov/-k, ki spremlja delo tutorjev in tutork.
Na fakultetni ravni pa delujejo:
- koordinator tutorjev študentov
- koordinator tutorjev za študente s posebnimi potrebami
- koordinator tutorjev za tuje študente in
- koordinator tutorjev učiteljev.

Namen tutorstva
Namen tutorskega sistema na FF je ustvariti pogoje za:
- organizirano skrb za razvoj vsakega posameznega študenta od vpisa v študijski program do zaključka študija;
- krepitev neposrednih stikov med študenti in učitelji ter med študenti, učitelji in FF kot celoto;
- uspešnejše vključevanje študentov v univerzitetno okolje;
- reševanje splošnih in specifičnih problemov študentov, še posebej študentov s posebnimi potrebami;
- izboljšanje študijskega uspeha, boljšo prehodnost študentov in višjo kakovost študija.

## Znanstvena založba in knjigarna

### Znanstvena založba Filozofske fakultete univerze v Ljubljani
Založba na leto izda približno sedemdeset naslovov raziskovalnih dosežkov raziskovalcev in pedagoških učiteljev Filozofske fakultete, študijsko literaturo ter strokovna dela, ki so zanimiva tudi za javnost, kar jo uvršča med največje znanstvene založbe s področja humanistike in družboslovja v Srednji Evropi.

### Knjigarna Filozofske fakultete
Knjigarna skrbi za celotno ponudbo publikacij Znanstvene založbe FF, bogato drugo ponudbo humanistične in družboslovne podrukcije, v zadnjem času pa postala tudi prostor kulturnih dogodkov, ustvarjalnih srečanj, med njimi tradicionalna srečevanj Besedne postaje. 

## Mednarodna dejavnost
Filozofska fakulteta ponuja različne mednarodne programe, med katerimi so:
- Erasmus
- Comenius
- Leonardo Da Vinci
- Erasmus Mundus

## Raziskovalno delo
Znanstvenoraziskovalni inštitut Filozofske fakultete (ZIFF) je organizacijska enota, ki organizira in usklajuje znanstvenoraziskovalno delo na Fakulteti. 
Inštitut že vrsto let povezuje 450 raziskovalcev in letno vodi okoli 100 projektov, s čimer sodi med največje raziskovalne organizacije v Sloveniji, ter največjo na področjih humanistike in družboslovja. 
Njegovo delo je druga temeljna dejavnost Fakultete, ki se izvaja na oddelkih in raziskave Inštituta so prepoznavne v slovenskem in mednarodnem prostoru, še posebej na področju humanističnih in družboslovnih ved. 
Fakulteta izvaja temeljne raziskovalne projekte, ciljne raziskovalne projekte, podoktorske projekte, mednarodne raziskovalne in razvojne projekte in druge projekte.

## Šport
Na Filozofski fakulteti ima šport dolgo tradicijo saj se kot osrednja humanistična ustanova fakulteta zaveda pomembnosti celostnega razvoja osebnosti in vrednot, ki jih nudi šport. Športno dejavnost koordinira Pedagoška enota za šport. 

## Seznam dekanov fakultete
1. Rajko Nahtigal, 1919–1920
2. Ivan Prijatelj, 1920–1921
3. Artur Gavazzi, 1921–1922
4. France Kidrič, 1922–1923
5. Jovan Hadži, 1923–1924
6. Ljudmil Hauptmann, 1924–1925
7. Nikola Radojčič, 1925–1926
8. Fran Ramovš, 1926–1927
9. Karel Ozvald, 1927–1928
10. Aleksandar Stojičević, 1928–1929
11. Izidor Cankar, 1929–1930
12. Jakob Kelemina, 1930–1931
13. France Veber, 1931–1932
14. Ivan Prijatelj (2.), 1932–1933
15. Karel Oštir, 1933–1934
16. Rajko Nahtigal, 1934–1935
17. Milko Kos, 1935–1936
18. France Kidrič (2.), 1936–1937
19. Jakob Kelemina (2.), 1937–1938
20. France Kidrič (3.), 1938–1939
21. Jovan Hadži (2.), 1939–1940
22. Anton Melik, 1940–1941
23. Fran Šturm, 1941–1944
24. Jakob Kelemina (3.), 1944–1945
25. Anton Melik (2.), 1945–1946
26. Anton Peterlin, 1946–1947
27. Stanko Škerlj, 1947–1949
28. Jovan Hadži (3.), 1948–1950
29. Milan Grošelj, 1950–1951
30. Anton Slodnjak, 1951–1952
31. Josip Korošec, 1952–1953
32. Alma Sodnik, 1952–1953
33. Josip Korošec, 1953–1954
34. Božo Škerlj, 1954–1955
35. Anton Ocvirk, 1955–1957
36. Bogo Grafenauer, 1957–1958
37. Metod Mikuž, 1958–1960
38. Emil Štampar, 1960-61
39. Vladimir Schmidt, 1962–1965
40. Stanko Gogala, 1965–1966
41. Anton Grad, 1966–1968
42. Tine Logar, 1968–1970
43. Dragotin Cvetko, 1970–1972
44. Janez Stanonik, 1972–1974
45. Vasilij Melik, 1974–1977
46. Matjaž Kmecl, 1977–1979
47. Janko Pleterski, 1979–1981
48. Mirko Jurak, 1981–1983
49. Nace Šumi, 1983–1987
50. Dušan Nećak, 1987–1989
51. Mirko Pak, 1989–1990
52. Leon Zorman, 1990–1991
53. Marko Kerševan, 1991–1993
54. Frane Jerman, 1993–1997
55. Ludvik Horvat, 1997–2001
56. Neva Šlibar, 2001–2003
57. Božidar Jezernik, 2003–2007
58. Valentin Bucik, 2007–2011
59. Andrej Černe, 2011–2013
60. Branka Kalenić Ramšak, 2013–2017
61. Roman Kuhar, 2017–2021
62. Mojca Schlamberger Brezar, 2021–